# Kathleen Kenyon

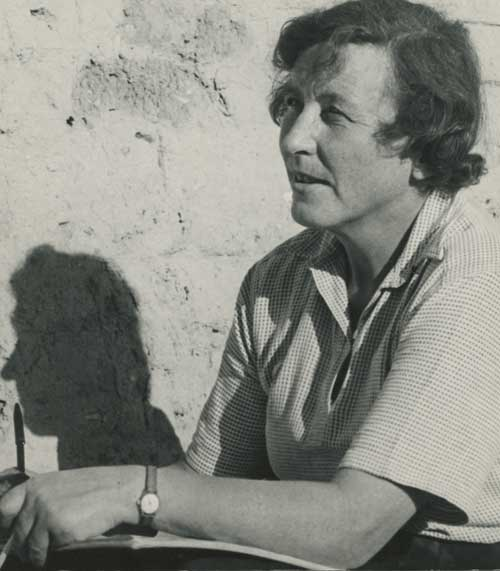

Dame Kathleen Mary Kenyon (Londen, 5 januari 1906 - Wrexham, 24 augustus 1978) was een Britse archeologe. Ze wordt beschouwd als een van de meest invloedrijke archeologen van de twintigste eeuw.

## Leven en werk
Kathleen Kenyon was de oudste dochter van Frederic G. Kenyon, directeur van het British Museum. Ze studeerde in de jaren twintig af aan het Somerville College van de Universiteit van Oxford.
Ze deed haar eerste archeologische ervaringen op in 1929 bij de opgravingen van Groot-Zimbabwe door Gertrude Caton-Thompson. Daarna keerde ze terug naar Engeland en nam van 1930 tot 1935 deel aan de opgravingen onder leiding van Mortimer Wheeler in Verulamium, het Romeinse St. Albans ten noorden van Londen. Daar nam ze de leiding van de opgravingen van het Romeinse theater van hem  over. Daarnaast werkte ze van 1931 tot 1934 met John Crowfoot in Samaria, dat toen deel uitmaakte van het Britse Mandaatgebied Palestina. Daar begon ze de stratigrafische methode consequent toe te passen en legde ze de tweede laag uit de ijzertijd bloot, d.w.z. de Romeinse periode. Ze droeg in belangrijke mate bij aan de ontwikkeling van de Palestijnse archeologie door betrouwbare methoden en gegevens in te voeren.
In 1934 richtte ze met de familie Wheeler het archeologisch instituut aan het University College London op. Van 1936 tot 1939 ondernam ze opgravingen aan de Jewry Wall in Leicester. Tijdens de Tweede Wereldoorlog diende ze als divisiecommandant voor het Rode Kruis te Hammersmith. Tegelijkertijd zette ze haar archeologische werk voort als secretaris en directeur van het archeologisch instituut van de Universiteit van Londen.
Na de oorlog voerde ze verschillende opgravingen uit in Groot-Brittannië (Southwark, The Wrekin, Shropshire en andere) en in de Romeinse stad Sabratha in Libië. Omdat ze voor de oorlog lid was van de Council of the British School of Archaeology in Jerusalem (BSAJ), nam ze de taak op zich om de school te heropenen. In januari 1951 ondernam ze opgravingen in Jericho (Tell es-Sultan) voor de BSAJ. Dit werk, dat duurde tot 1958, droeg bij tot haar wereldwijde bekendheid en betekende een keerpunt in de methodologie van archeologisch onderzoek. Hier werden fundamentele vondsten uit het neolithicum gedaan. Tegelijkertijd konden de eerste aanwijzingen over het begin van de landbouw worden verkregen en werd een buitengewone ommuurde nederzetting blootgelegd. De consequente toepassing van stratigrafisch onderzoek, waarbij de aardlagen nauwkeurig werden onderscheiden, maakte het mogelijk het gevonden aardewerk in te delen. Dit vormde de basis voor het ontwikkelen van een chronologie van de geschiedenis van Palestina. Tegelijkertijd publiceerde ze opnieuw haar opgravingsrapporten over Samaria. Van 1961 tot 1967 richtte Kathleen Kenyon zich op het onderzoeken van de Stad van David ten zuiden van de Oude Stad van Jeruzalem.
In haar onderzoek naar Jericho trok haar weerlegging van de datering van het einde van de vierde stad (City IV) door John Garstang bijzondere aandacht. Garstang identificeerde het einde van de vierde stad met het bijbelse verhaal van Jozua in de jaren 1930 en dateerde het rond 1.400 v.Chr. d.w.z. het einde van de late bronstijd. Kenyon dateerde de vernietiging echter rond 1550 v.Chr., het einde van de midden-bronstijd, en vond voor de periode rond 1.400 v.Chr. geen tekenen van bewoning. In de jaren negentig ontstond er een hernieuwde controverse over de datering. Na vergelijkende studies van keramiek uit het Midden-Oosten en een herbeoordeling van de keramische vondsten in Jericho trok de Amerikaanse archeoloog Bryant G. Wood de resultaten van Kenyon in twijfel, en hield een vernietiging rond 1400 v.Chr. voor waarschijnlijk. Later spraken koolstofdateringen van de graanopslagplaatsen van City IV echter tegen de datering van Wood en voor die van Kenyon (eind 17e of begin 16e eeuw v.Chr.).
Naast haar opgravingswerk werkte Kathleen Kenyon altijd als docent archeologie. Van 1948 tot 1962 doceerde ze Archeologie van de Levant aan het University College London. 
Kathleen Kenyon ontving talloze onderscheidingen, waaronder de Orde van het Britse Rijk in 1973. Sinds 1955 was ze lid (fellow) van de British Academy.

## Werken
- 1942 The Buildings at Samaria, [Samaria-Sebaste I], London, 1942 (co-authored with Crowfoot, J.W. & Sukenik, E.L.)
- 1948 Excavations at the Jewry Wall Site, [Reports of the Research Committee of the Society of Antiquaries of London 15], Leicester, London: Society of Antiquaries, 1948.
- 1949 Guide to Wroxeter Roman City, London, 1949.
- 1951 "Some Notes on the History of Jericho in the Second Millennium B.C.", PEQ 83 (1951), 101–138.
- 1952 Beginning in Archaeology, London, 1952.
- 1952 "Early Jericho", Antiquity 26 (1952), 116–122.
- 1953 Beginning in Archaeology, second edition, London, 1953.
- 1954 Guide to Ancient Jericho, Jerusalem, 1954.
- 1957 Digging Up Jericho, London, 1957. (also published in Dutch, Hebrew, Italian, Spanish and Swedish editions).
- 1957 The Objects from Samaria, [Samaria-Sebaste III], London, 1957 (co-authored with Crowfoot, J.W. & Crowfoot, G.M.
- 1958 "Some Notes on the Early and Middle Bronze Age Strata of Megiddo", Eretz Israel 5 (1958), pp. 51–60.
- 1959 Excavations at Southwark, [Research Papers of Surrey Archaeological Society 5], 1959.
- 1960 Archaeology in the Holy Land, first edition, London, 1960. Nederlandse vertaling: Archeologie in het Heilige Land, (Aula-boeken ; 173), Utrecht : Het Spectrum, 1964.
- 1960 Excavations at Jericho – Volume I Tombs Excavated in 1952–4, London 1960.
- 1961 Beginning in Archaeology, revised edition, London, 1961.
- 1965 Archaeology in the Holy Land, second edition, London, 1965.
- 1965 Excavations at Jericho – Volume II Tombs Excavated in 1955–8, London, 1965.
- 1965, "British Archaeology Abroad – Jerusalem", Antiquity 39 (1965), 36–37.
- 1966 Amorites and Canaanites, (Schweich Lectures Series, 1963), London : Published for the British Academy by Oxford University Press, 1966.
- 1966 "Excavations in Jerusalem, 1965", PEQ (1966), 73–88.
- 1967 Jerusalem – Excavating 3000 Years of History, [New Aspects of Antiquity], London, 1967 (also published in a German edition).
- 1969 "Middle and Late Bronze Age Strata at Megiddo", Levant 1 (1969), pp. 25–60.
- 1970 Archaeology in the Holy Land, third edition, 1970 (also published in Dutch, Danish, German, Spanish and Swedish editions).
- 1971 Royal Cities of the Old Testament, London, 1971.
- 1971 "An Essay on Archaeological Technique: the Publication of Results from the Excavation of a Tell", Harvard Theological Review 64 (1971), 271–279.
- 1974 Digging up Jerusalem, London : Benn, 1974.
- 1974 "Tombs of the Intermediate Early Bronze – Middle Bronze Age at Tel 'Ajjul", in Stewart, J.R. (ed.), Tell el Ajjul – the Middle Bronze Age Remains, [App. 2. Studies in Mediterranean Archaeology], Göteborg, 1974, 76–85.
- 1978 The Bible and recent archaeology, London : British Museum Publications Ltd, 1978. Nederlandse vertaling: De Bijbel en de nieuwste archeologie, Maarssen : Schwartz, 1980.

- Bibsys: 90051971
- Bibliothèque nationale de France: cb120546708 (data)
- Catàleg d'autoritats de noms i títols de Catalunya: 981058616167206706
- Gemeinsame Normdatei: 134149149
- International Standard Name Identifier: 0000 0001 1027 584X
- Library of Congress Control Number: n50053688
- Nationale Bibliotheek van Letland: 000012403
- Bibliotheek van het Japanse parlement: 00445508
- Nationale bibliotheek van Australië: 36529395
- Nationale Bibliotheek van Israël: 987007263730305171
- Nederlandse Thesaurus van Auteursnamen: 068807279
- Istituto Centrale per il Catalogo Unico: VEAV035239
- LIBRIS: 193342
- Système universitaire de documentation: 028781732
- Trove: 1274919
- Union List of Artist Names: 500215048
- Virtual International Authority File: 59102743
- WorldCat: E39PBJfmrRv9QXg3VGtTPw4wmd